# Cleome arabica
Cleome arabica är en paradisblomsterväxtart som beskrevs av Carl von Linné. Cleome arabica ingår i släktet paradisblomstersläktet, och familjen paradisblomsterväxter. Inga underarter finns listade i Catalogue of Life.

## Bildgalleri

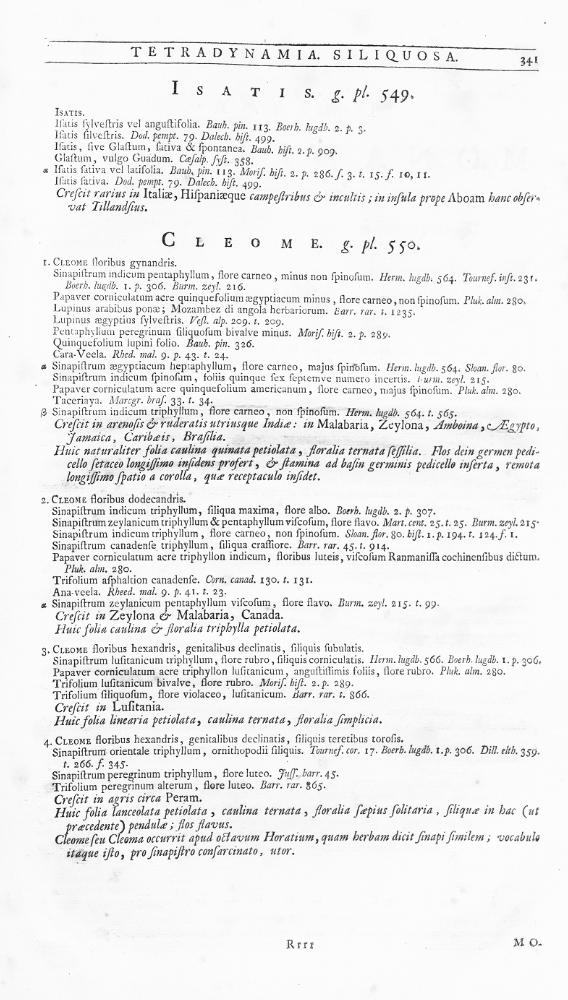